# Eio Sakata
Sakata Eio (坂田栄男?) (Tokio, Japón, 15 de febrero de 1920 - Tokio, Japón, 21 de octubre de 2010) fue un jugador de go profesional japonés.

## Biografía
Sakata se convirtió en profesional en 1935. Su primera partida por un título fue por el Honinbo de 1951 cuando desafió a Hashimoto Utaro. En esa época Hasimoto creó la Kansai Ki-In así que Sakata tenía la presión de ganar el título para la Nihon Ki-In. Sakata empezó bien ganando tres de las cuatro primeras partidas pero Hashimoto remontó ganando las últimas partidas y manteniendo el título. Más adelante, Sakata ganó un par de torneos menores lo que fue el inicio de una carrera meteórica ganando casi todos los grandes torneos de Japón excepto el Honinbo. En 1961 desafió otra vez al poseedor del Honinbo. Su oponente, Takagawa Kaku, había mantenido el título nueve años consecutivos. Sakata ganó el Honinbo y, después, en 1963 consiguió el Meijin, haciendo de Sakata el primer jugador en poseer ambos títulos de forma simultánea (que en ese momento eran los mayores títulos de Japón). El año en que Sakata estuvo más fuerte fue 1964 cuando ganó 30 partidas y perdió sólo 2 y tuvo siete grandes títulos: Meijin, Hon'inbō, Campeonato Nihon Ki-In, Diez Mejores Profesionales Asahi, Ōza, Nihon Kiin, y Copa NHK.
Su carrera profesional decayó en 1965. El jugador que le desafiaba en 1965 por el Meijin fue Rin Kaiho, que en ese momento tenía 23 años. Sakata era el claro favorito, pero Rin ganó el título. Sakata le desafió dos años consecutivos pero no pudo volver a ganar el Meijin. Rin ganó entonces el Honinbo a Sakata. Aunque Sakata sufrió derrotas en estos grandes títulos, ganó otros como el Judan y el Oza.
Sakata fue también el autor de muchos libros en japonés, varios de ellos traducidos al inglés, como Modern Joseki and Fuseki, The Middle Game of Go, Tesuji and Anti-Suji of Go y Killer of Go.
Falleció en Tokio a causa de un aneurisma de aorta torácica el 21 de octubre de 2010.

## Campeonatos y subcampeonatos
| Título                           | Años ganado                                           |
| -------------------------------- | ----------------------------------------------------- |
| Actuales                         | 32                                                    |
| Honinbo                          | 1961 - 1967                                           |
| Judan                            | 1966 - 1968, 1972, 1973                               |
| Oza                              | 1961, 1963, 1964, 1966, 1970 - 1972                   |
| Copa NEC                         | 1982                                                  |
| Copa NHK                         | 1957 - 1959, 1961, 1962, 1964, 1965, 1972, 1976, 1977 |
| Extintos                         | 22                                                    |
| Meijin antiguo                   | 1963, 1964                                            |
| Hayago Meijin                    | 1956                                                  |
| Campeonato Hayago                | 1982                                                  |
| Campeonato Nihon Ki-In           | 1955 - 1961, 1964, 1965, 1973 - 1975                  |
| Diez Mejores Profesionales Asahi | 1964, 1967                                            |
| Mejor Posición Asahi             | 1955, 1959, 1961                                      |
| Igo Senshuken                    | 1958                                                  |

| Título                           | Años perdido           |
| -------------------------------- | ---------------------- |
| Actuales                         | 15                     |
| Meijin                           | 1979                   |
| Honinbo                          | 1951, 1968, 1970, 1975 |
| Judan                            | 1969, 1974, 1977       |
| Oza                              | 1956, 1968, 1973       |
| Copa NEC                         | 1983                   |
| Copa NHK                         | 1956, 1970             |
| Extintos                         | 9                      |
| Meijin antiguo                   | 1965 - 1967            |
| Campeonato Hayago                | 1975                   |
| Campeonato Nihon Ki-In           | 1962, 1966             |
| Diez Mejores Profesionales Asahi | 1968                   |
| Mejor Posición Asahi             | 1957, 1960             |

## Libros
- Modern Joseki and Fuseki, Vol. 1: Parallel Fuseki, Ishi Press 1968, reimpresión 2006 ISBN 0-923891-75-7
- Modern Joseki and Fuseki, Vol. 2: The Opening Theory of Go, Ishi Press 1971, reimpresión 2006 ISBN 0-923891-76-5
- The Middle Game of Go or "Chubansen", Ishi Press, 1971, ISBN 0-923891-77-3